# Affaire du « détail »
 (février 2025).
L'affaire du « détail » est une affaire juridique faisant suite aux déclarations de l’homme politique français Jean-Marie Le Pen, d'abord exprimées en 1987, selon lesquelles les chambres à gaz sont un « point de détail de l'histoire de la Seconde Guerre mondiale ». Ces propos réitérés ultérieurement venant en soutien de négationnistes lui valent d’être condamné en justice notamment pour contestation de crimes contre l'humanité. Ils témoigneraient d'une volonté de renoncer à un électorat au sein de la communauté juive, au profit d'un électorat antisémite.  Ils sont toutefois rejetés par une partie des membres du Front national  et par sa fille ; ils participent 2015 à son exclusion du parti alors en plein processus de dédiabolisation. 

## Contexte

### Objectifs politiques de Le Pen
Lorsque la polémique intervient, Jean-Marie Le Pen, président du Front national, parti classé à l’extrême droite de l’échiquier politique français, prépare sa candidature à l’élection présidentielle de 1988. Les études d’opinion le créditent de 18 % des voix, juste derrière les candidats de droite Jacques Chirac et Raymond Barre.
Depuis plusieurs années, le dirigeant frontiste travaille à se donner une image consensuelle alors que le FN connaît une ascension électorale rapide et importante : tandis que Jean-Marie Le Pen avait recueilli seulement 0,7 % des voix à l’élection présidentielle de 1974, le parti obtient 11 % des suffrages exprimés aux européennes de 1984 et 35 députés à l’Assemblée nationale à l’issue des législatives de 1986. Son discours anti-immigration attire de nombreux sympathisants de la droite traditionnelle (RPR, UDF), dont une partie envisage des accords électoraux avec le Front national,.
Jean-Marie Le Pen cherche en parallèle à acquérir une stature internationale. Anticommuniste, il rencontre plusieurs personnalités étrangères, dont le président des États-Unis, Ronald Reagan, au début de l'année 1987. Il participe dans le même temps, à New York, au Congrès juif mondial, lors duquel il tient un discours résolument en faveur d’Israël qui est ovationné par l’assistance.

## Déclarations

### Entretien du13 septembre 1987
Le 13 septembre 1987, Jean-Marie Le Pen est invité au Grand Jury RTL-Le Monde. Alors que la thèse universitaire d'Henri Roques fait polémique concernant le révisionnisme, il est interrogé par Olivier Mazerolle à propos de la contestation par des négationnistes de l'utilisation par les nazis de chambres à gaz homicides : « Sur le fond, que pensez-vous des thèses de MM. Faurisson et Roques ? »
Le Pen répond alors : « Tout ce que nous savons sur l’histoire des guerres nous apprend qu’un certain nombre de faits ont été controversés et discutés. Il a fallu 50 ou 60 ans pour savoir ce qu’il en était arrivé exactement du Lusitania. Je suis passionné par l’histoire de la deuxième guerre mondiale. Je me pose un certain nombre de questions. Je ne dis pas que les chambres à gaz n’ont pas existé. Je n’ai pas pu moi-même en voir. Je n'ai pas étudié spécialement la question, mais je crois que c'est un point de détail de l'histoire de la Seconde Guerre mondiale ». Face à la réaction du journaliste, il répond : « Non, la question qui a été posée, c'est de savoir comment ces gens ont été tués ou non ».

### Réitérations (1997, 2008, 2009, 2015)
Près de dix ans plus tard, à l'occasion du cinquantième anniversaire de la libération du camp d'Auschwitz, Jean-Marie Le Pen exprime ses regrets pour avoir blessé lors de sa déclaration. Le 31 janvier 1995, il fait, à la demande de Florence Belkacem, un instant de silence à la mémoire des victimes juives de ce camp.
Mais le 5 décembre 1997, lors d'une conférence de presse organisée en compagnie de Franz Schönhuber, à Munich, il réitère son idée en déclarant : « dans un livre de mille pages sur la Seconde Guerre mondiale, les camps de concentration occupent deux pages et les chambres à gaz dix à quinze lignes, ce qui s'appelle un détail »,.
Il tient des propos similaires le 4 avril 2008, dans le magazine Bretons, puis en séance au Parlement européen, le 25 mars 2009,.
Le 2 avril 2015, il réitère ses propos en affirmant au journaliste Jean-Jacques Bourdin: « Ce que j’ai dit correspondait à ma pensée que les chambres à gaz étaient un détail de l’histoire de la guerre, à moins d’admettre que ce soit la guerre qui soit un détail des chambres à gaz. ».

## Réactions

### Défense de Jean-Marie Le Pen
D'après son conseiller en communication Lorrain de Saint Affrique, il a convenu avec lui, avant son entretien, qu’il convenait de donner une réponse « bateau » sur ce sujet en mentionnant le thème de la liberté de recherche. Lorrain de Saint Affrique indique également que Jean-Marie Le Pen regrette ses propos en privé immédiatement après l'émission, indiquant : « Quand on est rentrés à Saint-Cloud, il m'a dit : « En quarante ans de vie publique, c'est la plus grosse connerie qui soit sortie de ma bouche » et il était accablé. Il était persuadé que peut-être même, sa candidature à l'élection présidentielle un an plus tard était compromise. Il m'a dit : « J'ai dérapé. C'est la première fois de ma vie. J'ai dérapé. » ».
Lors de la septième fête des Bleu-blanc-rouge de 1987, Jean-Marie Le Pen déclare que la polémique a représenté un « succès », ajoutant : « Chaque attaque nous renforce. Notre marche est invincible ».

## Conséquences

### Judiciaires
Le 28 janvier 1988, la cour d'appel de Versailles le condamne en référé à verser la somme d'un franc aux dix parties civiles, parmi lesquelles figurent les mouvements antiracistes du MRAP et de la Licra,. Sur le fond, le 18 mars 1991, il est condamné par cette même cour à verser un total de près d'1,2 million de francs aux associations parties civiles pour banalisation de crimes contre l'humanité et « consentement à l'horrible »,,. Le 10 septembre 1999, deux ans après qu'il a reparlé des chambres à gaz comme d'un « détail », la cour d'appel de Versailles le condamne à verser entre un franc symbolique et 5 000 F de dommages-intérêts à onze associations plaignantes.
Le 27 mars 2018, la Cour de Cassation confirme sa condamnation définitive à 30 000 euros d'amende pour contestation de crime contre l'humanité lors les propos tenus en 2015,.

### Politiques
Sa déclaration entraîne de nombreux départs de militants et cadres du FN venus de la droite, notamment celui d'Olivier d'Ormesson, — qui préparait alors un voyage de Jean-Marie Le Pen à Jérusalem et était en contact avec le gouvernement israélien —, ainsi que la réprobation de la quasi-totalité de la classe politique.
Pour l'historienne Valérie Igounet, il s'agit d'un « signe manifeste vers l'électorat antisémite du Front national », et de la fin de « la stratégie lepéniste auprès de la communauté juive ».
À la fin des années 2000, Marine Le Pen assure qu'elle « ne partage pas sur ces événements la même vision » que son père et affirme ne « pas penser » que les chambres à gaz soient « un détail de l'histoire », tout en défendant son père qui selon elle n'a « jamais nié aucun des événements de la Seconde Guerre mondiale ». En 2015, les propos réitérés de Jean-Marie Le Pen sur les chambres à gaz font partie des griefs qui conduisent à son exclusion du FN.